# Drosanthemum croceum
Drosanthemum croceum är en isörtsväxtart som beskrevs av L. Bol. Drosanthemum croceum ingår i släktet Drosanthemum och familjen isörtsväxter. Inga underarter finns listade i Catalogue of Life.